# Сальянская равнина
Сальянская равнина (азерб. Salyan düzü) — равнина в Азербайджане, часть Кура-Араксинской низменности.

## География
На востоке Сальянская равнина омывается Каспийским морем, на севере отделяется от Юго-восточной Ширванской равнины рекой Кура, на северо-западе и западе сливается с Муганской равниной, а на юго-востоке переходит в Ленкоранскую низменность.
Равнина расположена на 28 м ниже уровня мирового океана. Поверхность равнины плоская, с уклоном в направлении Каспийского моря. Сальянская равнина сложена из песчаных и глиняных отложений голоцена. Здесь расположены грязевые вулканы Дуздаг, Нефтчала и др.
На равнине распространены серые луговые почвы.

### Климат
На равнине преобладает сухой умеренно-тёплый климат и климат сухих степей. Годовое количество осадков достигает 400 мм.

## Экономическая деятельность
По Сальянской равнине проложены дренажные коллекторы. Равнина является одним из основных регионов выращивания хлопка в Азербайджане.
На равнине имеются месторождения нефти.